# Nadine Kleinert
Nadine Kleinertⓘ (ur. 20 października 1975 w Magdeburgu) – niemiecka kulomiotka. Czterokrotna olimpijka (2000-2012), w tym wicemistrzyni olimpijska z Aten.

## Sukcesy

### Igrzyska olimpijskie
- Ateny 2004 – srebro

### Mistrzostwa świata
- Sewilla 1999 – srebro
- Edmonton 2001 – srebro
- Helsinki 2005 – brąz
- Osaka 2007 – brąz
- Berlin 2009 – srebro

### Halowe mistrzostwa świata
- Budapeszt 2004 – brąz
- Moskwa 2006 – srebro
- Ad-Dauha 2010 – 5. miejsce
- Stambuł 2012 – 5. miejsce

### Pozostałe imprezy
- srebro Mistrzostw Europy juniorów w lekkoatletyce (San Sebastián 1993)
- złoty medal Młodzieżowych Mistrzostw Europy w Lekkoatletyce (Turku 1997)
- 2. miejsce podczas Superligi Pucharu Europy (Paryż 1999)
- 1. miejsce w Finale Grand Prix IAAF (Monachium 1999)
- srebro Halowych Mistrzostw Europy w Lekkoatletyce (Gandawa 2000)
- 2. miejsce na Halowym Pucharze Europy w Lekkoatletyce (Lipsk 2004)
- 3. miejsce w Superlidze Pucharu Europy (Bydgoszcz 2004)
- 2. miejsce podczas Superligi Pucharu Europy (Florencja 2005)
- 3. miejsce na Światowym Finale IAAF (Stuttgart 2007)
- 2. miejsce w Światowym Finale IAAF (Stuttgart 2008)
- mistrzostwo Europy w 2012
- wielokrotna mistrzyni Niemiec

## Rekordy życiowe
- pchnięcie kulą – 20,20 (2009)
- pchnięcie kulą (hala) – 19,64 (2006)